# Edith Haller (Politikerin)
Edith Haller (* 24. Juli 1944 in Kufstein) ist eine österreichische Politikerin (FPÖ). Haller war von 1990 bis 2002 Abgeordnete zum Nationalrat.

## Ausbildung und Beruf
Haller besuchte von 1950 bis 1958 die Volks- und Hauptschule in Kufstein und im Anschluss bis 1960 die Handelsschule in Schwaz. Sie arbeitete zwischen 1960 und 1964 als kaufmännische Angestellte in der Privatwirtschaft und war anschließend im Handelsbetrieb der Schwiegereltern bzw. ihres Mannes in der Buchhaltung und im Wareneinkauf tätig.
Haller ist Obfrau des „Sozialsprengels Kufstein, Schwoich, Thiersee“.

## Politik
Haller begann ihre politische Laufbahn in der Gemeindepolitik. Sie war von 1980 bis 1992 Mitglied des Gemeinderates von Kufstein und zwischen 1986 und 1990 Stadträtin. Haller hatte zudem zahlreiche Funktionen in der Bezirks-, Landes- und Bundespartei inne. Sie war von 1989 bis 1993 geschäftsführende Bezirksparteiobfrau der FPÖ Kufstein und von 1995 bis 1999 Bezirksparteiobfrau. In der Landespartei war sie ab 1987 Mitglied des Landesparteivorstandes, 1989 war sie Mitglied des Landesparteipräsidiums und ab 1992 Mitglied der Landesparteileitung. In der Bundespartei war sie zwischen 1992 und 1999 Bundesparteiobmann-Stellvertreterin und nahm zudem ab 1992 die Funktion eines Mitglieds im Bundesparteivorstand inne. Haller war zudem Obfrau des Freiheitlichen Familienverbandes Tirol und von 1985 bis 1989 Mitglied des Landesschulrates.
Haller vertrat die FPÖ von 5. November 1990 bis 19. Dezember 2002 im Nationalrat.

## Auszeichnungen
- 1999: Großes Goldenes Ehrenzeichen für Verdienste um die Republik Österreich[1]
- Verdienstmedaille des Landes Tirol
- Ehrenring der Stadt Kufstein